# San Gregorio (Zaragoza)
San Gregorio es uno de los barrios rurales del norte de Zaragoza.
Está regido por una Junta Vecinal.
Se encuentra entre Juslibol y Montañana y es sede del Hospital Royo Villanova, de referencia para la margen izquierda del Ebro.

## Hospital Royo Villanova
En 1945 se proyectó en el barrio del Cascajo un Sanatorio Antituberculoso que se abrió en 1954 con pocos recursos. Ya en 1950 se había establecido una zona de protección sanitaria que prohibía la edificación a menos de 500 m.
A partir de 1972 pasó a depender de la Administración Institucional de la Sanidad Nacional, con la denominación de Hospital de Enfermedades del Tórax. Popularmente se le conocía como «Hospital del Cascajo».
En 1985 se transfirió a la Diputación General de Aragón y en 1990 se aprobó el presupuesto para la ampliación y dotación de este centro como Hospital de la Margen izquierda. Las obras se ejecutaron en varias fases: 1990, 1992, 1994 y 1997. 
El edificio tiene una planta simétrica, originalmente en forma de "T", mantenida sustancialmente en las ampliaciones recientes.
Está construido con fachadas de ladrillo visto. El aspecto ornamental tiene claras referencias a la arquitectura local tal como se ve en el pabellón de entrada y en los extremos con vanos arcos de medio punto enmarcados por alfiz.

## Instituto de Medicina Legal de Aragón
El 29 de septiembre de 1988 se puso la primera piedra.
En julio del 2001 entró en funcionamiento el Instituto de Medicina Legal de Aragón. Se inauguró oficialmente el 4 de febrero de 2003. 
Sustituyó en sus funciones al Instituto Anatómico Forense Bastero Lerga de la calle Doctor Cerrada.
Los costes de su construcción alcanzaron los tres millones de euros.
Es un centro de referencia.
Consta de dos plantas y un semisótano. Este último alberga las instalaciones generales, las sala de cadáveres, el archivo, el acceso de furgones y la zona de putrefacción.
En la planta baja están las oficinas, la recepción al público y la de asistencia social.
En la planta superior se encuentran los laboratorios de toxicología, biología y criminología, así como los servicios forenses y las salas para practicar las autopsias.

## Servicios
Pabellón Deportivo Municipal San Gregorio en la avenida San Gregorio, 2.
Centro de Tiempo Libre El Goyo ( San Gregorio) en la avenida San Gregorio, 2.
Zona Joven San Gregorio en la calle Jesús y María, 95.
Centro de Convivencia para Mayores San Gregorio en la calle Jesús y María, 95.
Centro Municipal de Servicios Sociales San Gregorio en la avenida San Gregorio, 14.
Centro Deportivo Municipal San Gregorio en la calle Cascajo, 10.
Fundación Carmen Fernández Céspedes. Centro CEDES. Calle San Cristóbal, 4.